# Guasila
Guasila (sardinsky: Guasìba, Guasìlla) je italská obec (comune) v provincii Sud Sardegna v regionu Sardinie. Nachází se ve výšce 210 metrů nad mořem a má přibližně 2 500 obyvatel. Rozloha obce je 43,51 km².